# London Business School
De London Business School is de businessschoolafdeling van de Universiteit van Londen, haar faculteit is gelegen bij het Regent's Park. De school doceert financiën en management. Typische opleidingen die hier gevolgd kunnen worden zijn het MBA, Master in Finance, verschillende Early-Career opleidingen en Executive Education zoals het Accelerated Development Programme programma.
De London Business School wordt gezien als een van de beste businessschools ter wereld.